# Provincia di Enna
La provincia di Enna (nel 1927: provincia di Castrogiovanni; ufficialmente, dal 1986: provincia regionale di Enna), è stata una provincia italiana della Sicilia, comprendente 20 comuni su una superficie di 2.574,7 km², con una popolazione di 169 782 abitanti nell'anno 2016.
Sita al centro, era l'unica provincia siciliana senza sbocchi sul mare: confinava a nord con la provincia di Messina, ad ovest con la provincia di Palermo e la provincia di Caltanissetta, ad est con la provincia di Catania e a sud ancora con Caltanissetta e Catania.
Il 4 agosto 2015, la provincia regionale di Enna è stata soppressa e sostituita dal libero consorzio comunale di Enna.

## Storia
La provincia venne istituita il 2 gennaio 1927 (secondo quanto deciso durante la seduta del Consiglio dei Ministri del 6 dicembre 1926) con la denominazione di Provincia di Castrogiovanni e sigla automobilistica CG. Il nuovo ente territoriale comprendeva i territori dei soppressi circondari di Nicosia (fino ad allora appartenente alla provincia di Catania) e di Piazza Armerina, quest’ultimo smembrato dalla provincia di Caltanissetta.
Il capoluogo e la provincia assunsero il nome di Enna e la sigla automobilistica EN nel dicembre dello stesso anno. La scelta della sede provinciale ricadde su Castrogiovanni nonostante la sua posizione geografica più isolata rispetto alla più popolosa e meglio collegata Piazza Armerina, storica sede episcopale dell’area. Tale decisione fu influenzata anche da considerazioni di ordine politico: il regime fascista non vedeva favorevolmente Piazza Armerina, dove risiedeva il vescovo Mario Sturzo, fratello di Luigi, fondatore del Partito Popolare e noto per le sue posizioni antifasciste. Il primo prefetto della nuova provincia fu Giuseppe Rogges, nominato direttamente da Benito Mussolini. In memoria della data della decisione governativa, una delle piazze principali del capoluogo fu intitolata piazza VI Dicembre.
Con lo Statuto speciale siciliano nel 1946 le province dell'isola vennero soppresse. Furono ricostituite nel 1963, recependo la normativa nazionale, e furono trasformate in province regionali nel 1986.
Il 28 marzo 2014 è stata prevista la soppressione delle nove province regionali sostituite da nove liberi consorzi comunali e tre aree metropolitane in seguito all'entrata in vigore della legge approvata dall'Assemblea Regionale Siciliana il 12 marzo 2014. In ottemperanza alla legge regionale del 24 marzo 2014, n. 8, recante il titolo “Istituzione dei liberi Consorzi comunali e delle Città metropolitane” e disciplinata poi con la successiva legge regionale n. 15 del 4 agosto 2015, "Disposizioni in materia di liberi Consorzi comunali e Città metropolitane", la provincia regionale di Enna è stata soppressa e sostituita dal libero consorzio comunale di Enna.

### Simboli
Lo stemma, concesso con regio decreto del 24 agosto 1928, aveva la seguente blasonatura:
L'antica Henna era il centro siculo del culto di Demetra, la Cerere dei Romani. Qui è raffigurata con un cesto colmo di frutti e spighe di grano nella sinistra e con altre spighe tra i capelli.
Il gonfalone consiste in un drappo di bianco bordato di azzurro.

## Comuni
Al momento della sua soppressione appartenevano alla provincia di Enna i seguenti 20 comuni:
- Agira
- Aidone
- Assoro
- Barrafranca
- Calascibetta
- Catenanuova
- Centuripe
- Cerami
- Enna
- Gagliano Castelferrato
- Leonforte
- Nicosia
- Nissoria
- Piazza Armerina
- Pietraperzia
- Regalbuto
- Sperlinga
- Troina
- Valguarnera Caropepe
- Villarosa